# Valleroy (Meurthe y Mosela)
 Valleroy  es una población y comuna francesa, en la región de Lorena, departamento de Meurthe y Mosela, en el distrito de Briey y cantón de Homécourt.

## Demografía
| 2598 | 2271 | 2185 | 2196 | 2337 | 2296 |
| Para los censos de 1962 a 1999 la población legal corresponde a la población sin duplicidades (Fuente: INSEE [Consultar]) |      |      |      |      |      |